# Рибно (Вишковський повіт)
Рибно (пол. Rybno) — село в Польщі, у гміні Вишкув Вишковського повіту Мазовецького воєводства.
Населення — 645 осіб (2011).
У 1975-1998 роках село належало до Остроленцького воєводства.

## Демографія
Демографічна структура станом на 31 березня 2011 року:
|          | Загалом | Допрацездатний вік | Працездатний вік | Постпрацездатний вік |
| -------- | ------- | ------------------ | ---------------- | -------------------- |
| Чоловіки | 323     | 80                 | 210              | 33                   |
| Жінки    | 322     | 77                 | 191              | 54                   |
| Разом    | 645     | 157                | 401              | 87                   |